# Angel of the Morning (musikalbum)
Angel of the Morning är ett studioalbum av den norska sångerskan Elisabeth Andreasson, släppt under sent 1981. Albumet såldes i drygt 20 000 exemplar i Sverige, vilket motsvarar en guldskiva i Norge. Det låg som högst på 46:e plats på den svenska albumlistan.
Angel of the Morning var hennes första soloalbum, och brukar räknas som hennes debutalbum även om hon sjöng med Mats Rådberg på albumet "I'm the Singer, You're the Song" 1980. Elisabeth Andreasson utgav albumet som soloartist, men samtidigt, i början av 1980-talet, var hon även med och sjöng i gruppen "Chips" med Kikki Danielsson.
Det är främst ett countryalbum, med balladinslag från popen. Många melodier är coverversioner, men nyproducerat material finns också, det mesta skrivet av Lasse Holm som "Dreamer" och "Då lyser en sol", av vilka den senare blev en stor hit. Coverlåten "Together Again" blev en stor countryhit. Två sånger, "Angel of the Morning" och "Morning Train" spelades in med originaltext på engelska, men vid albuminspelningen försågs de med texter på svenska av Mats Rådberg respektive Olle Bergman och hette då "En enda morgon" och "Han pendlar varje dag" , och den senare tog sig in på Svensktoppen där den låg i nio veckor under perioden 21 februari-18 april 1982 med fjärdeplats som högsta placering där .
När Lasse Holm for till USA tog han med sig ett exemplar av albumet, och låtskrivaren Michael Clark, som bland annat skrivit låtar till Pointer Sisters, började arbeta ihop ett album som skulle lanseras i USA. Planerna gick dock om intet när Elisabeth och Kikki Danielsson snart började skörda framgångar i Europa med gruppen Chips.

## Låtlista

### Sida A
| Nr | Titel                                     | Låtskrivare                  | Längd |
| -- | ----------------------------------------- | ---------------------------- | ----- |
| 1. | "Lipstick on Your Collar"                 | George Goehring, Edna Lewis  | 2.44  |
| 2. | "Hard Times"                              | Bobby Braddock               | 2.50  |
| 3. | "En enda morgon" ("Angel of the Morning") | Chip Taylor, Mats Rådberg    | 4.09  |
| 4. | "Han pendlar varje dag" ("Morning Train") | Florrie Palmer, Olle Bergman | 3.15  |
| 5. | "Dreamer"                                 | Lasse Holm                   | 4.11  |
| 6. | "But Love Me"                             | Kenny Nolan                  | 3.14  |
| 7. | "Då lyser en sol"                         | Lasse Holm                   | 4.32  |

### Sida B
| Nr  | Titel | Låtskrivare                                 | Längd |
| --- | --- | ------------------------------------------- | ----- |
| 8.  | "Killen ner' på Konsum svär att han är Elvis" ("There's a Guy Works Down the Chipchop Swears He's Elvis") | Kirsty MacColl, Philip Rambow, Hasse Olsson | 3.09  |
| 9.  | "Together Again"                                                                                          | Buck Owens                                  | 3.48  |
| 10. | "What's Forever For"                                                                                      | Rafe Vanhoy                                 | 3.17  |
| 11. | "Hallå du härliga söndag"                                                                                 | Lasse Holm                                  | 3.34  |
| 12. | "Blessed are the Believers"                                                                               | Charlie Black, Rory Bourke, Sandy Pinkard   | 2.47  |
| 13. | "Take Me Away"                                                                                            | Lasse Holm                                  | 4.05  |
| 14. | "När jag behövde dig mest" ("Just When I Needed You Most")                                                | Randy Vanwarmer, Lasse Holm                 | 4.09  |

### Listplaceringar
| Lista (1981) | Topplacering |
| ------------ | ------------ |
| Sverige      | 7 .          |